# Duodezime
Als Duodezime (von lateinisch duodecimus „der zwölfte“) bezeichnet man in der Musik die zwölfte Tonstufe einer diatonischen, heptatonischen Tonleiter sowie das entsprechende Intervall, das sich aus Oktave und Quinte zusammensetzt und damit zwölf Tonstufen umspannt, z. B. c–g′. Die (reine) Duodezime umfasst 19 Halbtöne. Musikalisch ist sie wie die Quinte, d. h. als Konsonanz zu behandeln.
Das Frequenzverhältnis einer Duodezime beträgt 3:1. Daher bietet sie sich als Skalenrahmen für die Bohlen-Pierce-Skala an.
Rohrblattinstrumente mit zylindrisch gebohrter Röhre (z. B. Klarinette, Krummhorn) überblasen das erste Mal in der Duodezime ebenso wie gedeckte Flöten, realisiert z. B. im Orgelregister „Überblasend Gedackt“.